# وست درهام
وست درهام (به انگلیسی: West Dereham) یک روستا و محله مدنی در بریتانیا است که در King's Lynn and West Norfolk واقع شده‌است. وست درهام ۱۳٫۵۱ کیلومتر مربع مساحت و ۴۵۰ نفر جمعیت دارد.